# 蒼穹紅蓮隊
『蒼穹紅蓮隊』（そうきゅうぐれんたい）は、1996年にライジングによって製作され、エイティングから発売された日本のアーケードゲームである。縦スクロールシューティングゲーム。日本国外におけるタイトルは『Terra Diver』。
キャッチコピーは「死角なし!」　

## 解説
本作は、西暦2057年の地球と近宇宙における、人工衛星打上の請負等を主業務とする宇宙開発企業・尽星の私設部隊『蒼穹紅蓮隊』と、ライバル企業・八福星間開発公司や、テロリストと化した中小企業連合、過激派自然保護団体との武力衝突が舞台となっている。蒼穹紅蓮隊の東京府上空での戦闘を、新聞が通常のニュースとして報じる描写があり、日常と戦場が接近した特殊な世界観が展開されている。蒼穹紅蓮隊とは、衛星打ち上げ請け負い業者”(株)尽星”の私設自衛部隊”JDF”の俗称。危険と判断された作業を代行したり、依頼人からの要請で紛争鎮圧などに乗り出したりなど、なんでも屋的部署となる。そこに属する3人のパイロット達が本作の主人公となって活躍する。
創業当時は宇宙開発事業団の孫請けだった。「(株)尽星」は、経営の合理化や効率的な機器運用の徹底等により、宇宙開発関連会社の中では異例の早さで一部の上場を遂げた。同社はその後、航空会社、実験機器製造メーカー、電子部品会社等との吸収合併を繰り返し、20数年の間に世界でも有数の宇宙開発会社となり、現在も更に成長を続ける巨大企業となった。この急成長の推進力は、往還機パイロット出身の同社会長、ミアマ氏の手腕によるところが大きい。ミアマ氏は社長の椅子を後継者に譲り、会長となった現在でも、時には自ら往還機を操縦して地上と軌道上を行き来し、精力的に仕事をこなす毎日を送っている。
企画・メインプログラムを外山雄一、BGMを崎元仁がそれぞれ手がけている。

## ゲームシステム
8方向レバー（移動）と3ボタン（ショット、ウェブ切替、ボム）で自機を操作する。スタート前に三種類（PS版では四種類）の中から自機を一機選択する。ショットボタンを押しっぱなしにすることによりN.A.L.S.が発動し、ウェブが展開される。全6ステージ（PS版では7ステージ）×1周。

### ショット
ステージ中に出現するアイテムキャリアを破壊するとパワーアップアイテム（小、大）が出現する。ショットのパワーアップはこのアイテムを取ることで可能。最大6段階。アイテムキャリアはショットのレベルが高くなるにしたがって出現頻度が落ちる。
5段階目までは、ショットのパワーアップに従って次の段階のパワーアップに必要な小のパワーアップアイテムの数が増える。大のパワーアップアイテムを取るとそれまで取りためたパワーアップアイテムの個数に関係なく1段階パワーアップする。4段階目まで達するとパワーアップアイテムを取った場合に大小に関係なく点数が入るようになる。これを漏らさず連続して取ると1個あたりの点数が100点、200点…と増えていく。これが最大（1個10,000点）になったのち、さらに漏らさず連続してパワーアップアイテムを何個かとりつづけると、6段階目のショットのパワーアップが可能になる。
敵弾などでミスをするとショットが1段階パワーダウンするが、復帰と同時にパワーアップアイテムも何個か出現するので、素早く回収することでミスする前に戻ることが可能である。

### N.A.L.S.
全方位照準固定システム（No Blindspot All range Laser System,N.A.L.S.）のこと。ショットボタンを押しっぱなしにすることでウェブ（ワイヤーフレームで描かれた三次元シーカー）を展開し、ウェブ内に入った敵を高低差を問わず捕捉、ボタンを離すと誘導弾を発射する。ウェブの展開形状と最大発射弾数は、選択した自機により異なる。またボタンの切り替えにより、ウェブの展開形状を拡散型・集中型の2種類から選択できる。
ウェブ展開中は、メインショットを撃つことができない。メインショットでしか破壊できない敵弾もあるため、N.A.L.S.だけに頼ったプレイでは先に進むことが不可能なゲーム構成となっている。また、ステージボス戦ではウェブに捕捉できるターゲット数が少なくなるため、効果的な運用は望めない。
N.A.L.S.で4機以上の敵を捕捉して倒すと、得点に倍率がかかる。逆に2機以下の敵しか捕捉していない状態では得点が半減する。

### ボム
本作では、通常の緊急回避としてだけでなく、積極的な攻撃手段としてボムを用いることができる。N.A.L.S.でロックオンした状態でボムを発射すると、ロックされた位置までボムが射出され、標的にピンポイントで大ダメージを与えることが可能である。ボムの発射中は自機は無敵状態になる。最大7発分までストック可能。
ボムで倒した敵の得点は分数計算（1/4）され、著しく低下する。逆にボムを最大数以上を取得するとその度にボーナス得点が入る。このため、初心者は慣れるまではボムを多用して生き延び、慣れてきたらボムを使わないようにして高得点を狙うという、2つのプレイスタイルを同居させることを狙った特徴的なゲームシステムとなっている。

### 自機
S.O.Q-004 「屠竜（とりゅう）」
蒼穹紅蓮隊1号機。S.O.Qシリーズ第4案。金星・火星大気圏内での運用も視野に入れて開発された機種で、汎用性が高い。N.A.L.S.で捕捉可能な数は6。
パイロット
八指多薫（ヤシダ　カオル）
尽星重工軌道事業部防衛2課課長。24歳と若年の女性だが電脳化による反応速度が高く評価され、課長に就任した。周囲の信望も厚いが感情の起伏の激しい。現在は区内の借り上げ社宅でハムスターを飼育しながら暮らしている。離婚歴あり。
- 拡散型ウェブ「半自立荷電曳導弾（EI-DOU）」
- 集中型ウェブ「渦状磁界重粒子弾（PINPOINT）」

S.O.Q-010 「紫電（しでん）」
蒼穹紅蓮隊2号機。S.O.Qシリーズ第10案。機体が軽量化されているため運動性が高く、またウェブの範囲も非常に広いが、火力に難がある。N.A.L.S.で捕捉可能な数は7。
パイロット
朏良太（ミカヅキ　リョウタ）
尽星重工軌道事業部防衛2課所属。19歳。入生して1年の新人社員にもかかわらず確かな操縦技術を持っている。負けん気の強さと上昇志向が強く敵も多いが、八指多に気に入られて引き抜かれた。実は尽星グループ会長の隠し子。その事実を知っているのは本人だけ。ミアマ会長に対して複雑な感情を抱いている。
- 拡散型ウェブ「全天熱光留照射機（ALLRANGE）」
- 集中型ウェブ「自己索識膨粒子弾（BOU-RYU）」

S.O.Q-025 「鵬牙（ほうが）」
蒼穹紅蓮隊3号機。S.O.Qシリーズ第25案。S.O.Qシリーズ集大成として開発された機種だが、推進出力と火力の高さ故に運動性が悪く、非常に癖が強い。N.A.L.S.で捕捉可能な数は8。
パイロット
国村（クニムラ）リカ
尽星建設豊の海防衛部主任補。22歳ながら優れた操縦技術を持つ一方、歯に衣着せぬ物言いが災いして関連会社の月面採掘所防衛部に左遷。しかしたまたま本社を訪れた際の緊急迎撃で活躍し、防衛第二課へ復帰した。八指多とは学生時代からの親友で、仲が良いが口論も多く、久々のコンビ復活に周囲も不安を隠しきれない。実は心優しく人を思いやる気持ちも強いが、それが相手に伝わらないことも多い。
- 拡散型ウェブ「無死角偏重粒子弾（RANDOM）」
- 集中型ウェブ「索導粒荷無双砲弾（MU-SOU）」

S.O.Q-026 「黄武（おうぶ）」
蒼穹紅蓮隊4号機。S.O.Qシリーズ第26案。:プレイステーション版「蒼穹紅蓮隊 黄武出撃」にのみ登場。1号機から3号機までの良い部分を取り入れた機体。N.A.L.S.で捕捉可能な数は9。
パイロット
下新居田哲生（シモニイダ　テツオ）
尽星重工軌道事業部防衛2課所属。32歳のがっしりとした体格の男性。
- 拡散型ウェブ「名称不明（HO-SEN）」
- 集中型ウェブ「名称不明（OUKA）」

### ステージ
本作のステージを記述する。
| 面 | ステージ名       | ボス                                                          | ステージBGM               | ボスBGM             |
| -- | ---------------- | ------------------------------------------------------------- | ------------------------- | ------------------- |
| 1  | 東京上空ステージ | 全翼型爆装機「黒瞥(コクベツ)」                                | 大田区上空                | 黒瞥登場            |
| 2  | 軌道上ステージ   | 対宇対地上攻撃衛星「深閃(シンセン)」                          | 衛星軌道上                | 深閃之巻            |
| 3  | 峡谷ステージ     | 大型戦術格闘攻撃機「呑竜(ドンリュウ)」                        | 雲海降下                  | 疾風呑竜            |
| 4  | 暗礁宇域ステージ | 凡用戦術戦闘宇宙機「秋嵩(アキタカ)」                          | 暗礁宇域                  | 突撃秋嵩君          |
| 5  | 海上油田ステージ | 極地戦略輸送攻撃機「海鳳(カイホウ)」                          | 極寒油田基地              | 海鳳回転            |
| 6  | 火星突入ステージ | 高高度中縦滞空攻撃機「曝懺(バクザン)」 全翼型爆装機「黒瞥改」 | 火星突入 地表弾壁(中ボス) | 火薬庫曝懺 黒瞥再見 |

## 移植
- 1997年、セガサターンに移植。そもそもアーケード版がセガサターン互換のST-Vシステム基板で制作されていたため、移植度の高さはもちろん細かな環境設定が可能で、多くの特典も組み込まれている。後にサターン版『バトルガレッガ』の体験版が同梱された廉価版『御徳用』も発売された。
- 同年、プレイステーションにも『蒼穹紅蓮隊　黄武出撃』（- おうぶしゅつげき）というタイトルで移植された。

移植を担当したのは、伊藤忠商事系列会社のアウトバック（解散）。
自機やステージが新たに追加され、長沢美樹によるナレーションが加えられるなど、アーケード版にはなかったオリジナル要素が多分に含まれているが、場面によっては処理落ちする箇所がある。
2003年5月22日には廉価版として『MajorWaveシリーズ アーケードヒッツ 蒼穹紅蓮隊』がハムスターより発売された。

## 関連作品
- ダライアスバースト クロニクルセイバーズ - DLCとして出演。